# Colletes compactus
Colletes compactus är en solitär biart som beskrevs av Cresson 1868. Den ingår i släktet sidenbin och familjen korttungebin.

## Underarter
Arten delas in i följande underarter:
- C. c. compactus
- C. c. hesperius

## Utseende
Arten är förhållandevis liten, men honan är påtagligt större än hanen, med en längd mellan 11 och 13 mm mot hanens 9 till 10 mm. Ansiktet är långsmalt, speciellt hos honan. Pälsen är gråvit, med viss inblandning av brungula hår på ansiktet och mellankroppens rygg. Bakkroppen är svart och i huvudsak naken, med ett punktmönster men från den andra tergiten (ovansidans bakkroppssegment) bakåt med gråvita hårband i bakkanterna.

## Ekologi
Arten flyger från mitten av juli till mitten av november till korgblommiga växter som röllika, astersläktet, Chrysothamnus, cikorior, Ericameria, Pluchea, gullrissläktet, verbesinor och trampörter samt sumakväxter som sumaksläktet.

## Utbredning
Utbredningsområdet omfattar Nordamerika från British Columbia och Nova Scotia i Kanada söderut via Michigan, New York och New England till North Carolina, Georgia och Tennessee i USA samt Mexico City (Distrito Federal]) i Mexiko. Enligt vissa källor sträcker sig utbredningsområdet västerut i USA till Kansas och södra Arizona.

## Bildgalleri

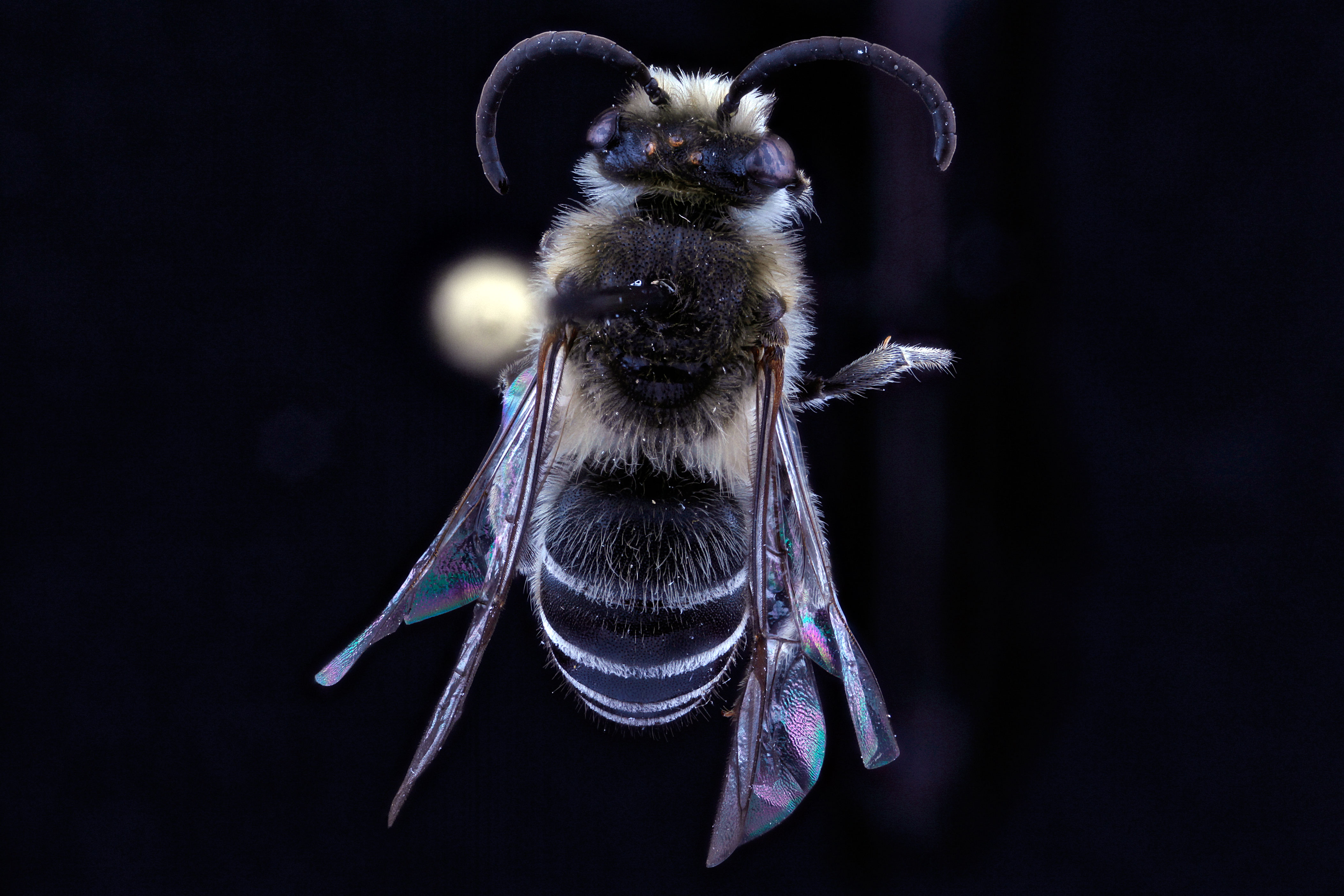